# Noblesse oblige
Noblesse oblige (/noʊˌblɛs əˈbliːʒ/; francouzsky: [nɔblɛs ɔbliʒ]; doslova „vznešenost zavazuje“) je francouzský výraz, který označuje, že šlechtický stav přesahuje pouhá práva a moc a pojí se s ním rovněž sociální odpovědnost. Například primární povinností šlechtice může být štědrost vůči lidem okolo něj. Poddaní, jež žili na území patřící šlechtě, měli vyplývající povinnosti vůči šlechtě, avšak zároveň šlechta měla povinnosti (závazek) vůči svému lidu, přinejmenším co se týče ochrany.
Podle Oxford English Dictionary tento termín naznačuje „vznešený původ omezuje čestné chování; privilegium znamená odpovědnost“. Dictionnaire de l'Académie française jej definuje takto:
1. Kdo o sobě tvrdí, že je vznešený, musí se chovat vznešeně.
2. (Přeneseně) Člověk musí jednat způsobem, který odpovídá jeho postavení a privilegiím, se kterými se narodil, které mu byly uděleny, a/nebo které si získal.

## Význam a varianty
Noblesse oblige se obecně používá k naznačení, že bohatství, moc a prestiž se váží s odpovědností. V etické diskusi se tento termín někdy[kdy?] používá ke shrnutí morálních hodnot, kde privilegium musí být vyváženo povinností vůči těm, kdo takové privilegium postrádají, nebo nemohou takovou povinnost vykonávat. 
V poslední době se používá k označení veřejné odpovědnosti bohatých, slavných a mocných, zejména k poskytnutí dobrých příkladů chování nebo překročení minimálních standardů slušnosti. Také se používá k popisu osoby, která za něco nese vinu, aby vyřešila problém nebo zachránila někoho jiného.

## Historie a příklady
Raný příklad tohoto významu lze nalézt v Homérově Iliadě. V knize XII hrdina Sarpédón pronáší projev, ve kterém naléhá na svého druha Glauka, aby s ním bojoval v předních řadách bitvy. 
V Lukáši [12:48] Ježíš říká: „Komu bylo mnoho dáno, od toho se mnoho očekává, a komu mnoho svěřili, od toho budou žádat tím více.“
V knize Honoré de Balzaca Lilie v údolí (Le Lys dans la vallée), napsané v roce 1835 a vydané v roce 1836, se mladému muži doporučují určité normy chování se závěrem: „Vše, co jsem vám právě řekl, lze shrnout do starého slova: noblesse oblige!“ Jeho rada zahrnovala „ostatní vás budou respektovat za to, že nenávidíte lidi, kteří udělali odporné věci“. 
V písni „The Life I Lead“ z Disneyho filmu Mary Poppins z roku 1964 zpívá postava pana Bankse (hraje ho David Tomlinson): „I'm the lord of my castle! The sovereign! The liege! I treat my subjects, servants, children, wife, with a firm but gentle hand. Noblesse oblige“ (Jsem pánem svého hradu! Panovník! Leník! Zacházím se svými poddanými, služebníky, dětmi, manželkou pevnou, ale jemnou rukou. Noblesse oblige).